# Gedenk-Ossarium (Kavadarci)

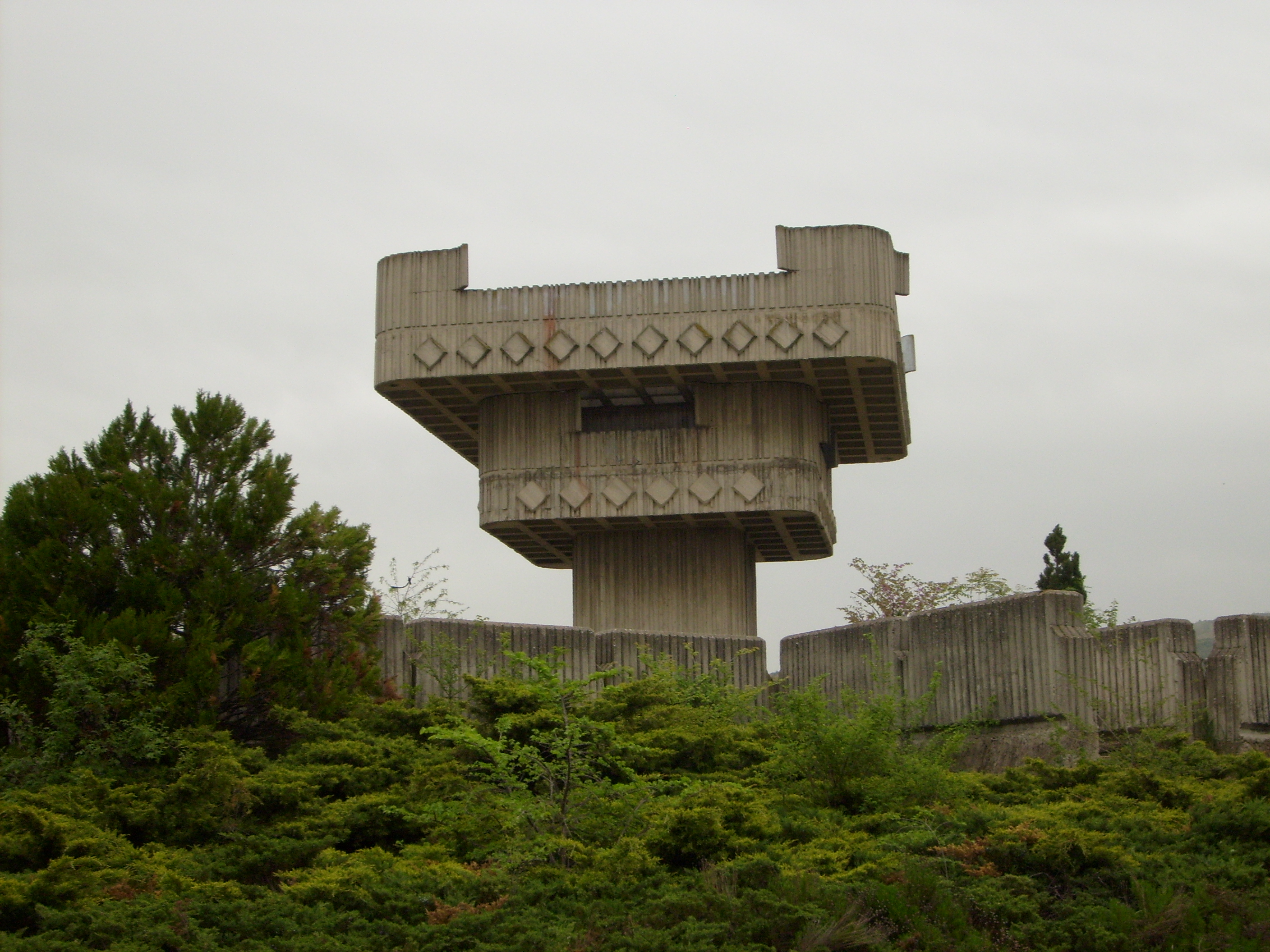
Gedenk-Ossarium Kavadarci

Das Gedenk-Ossarium (mazedonisch Спомен костурница Spomen kosturnica) in Kavadarci, Nordmazedonien ist den Partisanenkämpfern und Partisanenkämpferinnen gewidmet, die während des Zweiten Weltkriegs ihr Leben im Kampf gegen den Faschismus verloren. Das vom nordmazedonischen Architekten Petar Muličkovski von der Fakultät für Architektur in Skopje im Zuge eines Wettbewerbs. entworfene Denkmal wurde 1976 enthüllt, in Gedenken an den 31. Jahrestag der Befreiung der Stadt. Das genaue Datum wird unterschiedlich angegeben; es könnte sich um den 7. September 1976 oder den 4. Juli 1976 handeln.

## Denkmal
Das 12 Meter hohe Denkmal aus Beton auf einer Anhöhe von 305 Metern bietet einen Blick über die Tikveš-Region. Es befindet sich 11 km von der A1-Autobahn in Nordmazedonien. Seine Ausführung mit Elementen traditioneller nordmazedonischer Architektur soll eine ewige Ruhestätte für die Gefallenen symbolisieren. Umgeben wird das Denkmal von einer 3 Meter dicken Mauer, die an einen Zaun erinnert.
Die untere Etage des Denkmals wird durch zwei Eisentore auf der Nord- und Südseite erschlossen. Im Inneren befinden sich Granitplatten, auf denen die Namen der Opfer alphabetisch aufgeschrieben sind. Über eine Wendeltreppe gelangt man in die obere Etage des Gebäudes.
Die getöteten Partisanen wurden unter dem Denkmal begraben. In den 1990er Jahren wurden deren Leichen in das Museum Kavadarci transferiert, da die Belüftung des Denkmals mangelhaft war.